# 久米小百合
久米 小百合（くめ さゆり、旧姓：久保田（くぼた）、1958年5月11日 - ）は、日本の歌手、シンガーソングライター、キリスト教音楽家、日本バプテスト連盟加盟教会の教会員である。東京バプテスト神学校神学科修了。
1979年から1984年までは久保田 早紀（くぼた さき）として活動していた。
国文学者の久保田淳は叔父。

## 来歴

### 幼少期
1958年、東京都北多摩郡国立町（現在の国立市）で生まれる。団地住まいだが、昭和30年代当時としては比較的モダンな生活をしており、幼い頃は外遊びが好きだった。母親の意向で、4歳からクラシックピアノを習い始めたが、本人はそれほどクラシックに熱中できなかった。小学校高学年になると、当時ブームだったザ・タイガースなどのグループ・サウンズ、フォークソングや歌謡曲、ビートルズなどを好んで聴き、ピアノで演奏するようになった。遡って幼い頃に楽曲「アヴェ・マリア」が好きになったことで讃美歌などの宗教音楽に惹かれ、小学校低学年の頃に友だちに誘われて日曜学校に通い始めた。
1972年に親が八王子に新居を建て始めたため国立から八王子の中学に通い、1年生の2学期（13歳のとき）に八王子市に引っ越す。本人は以後、「八王子は第二の故郷」と位置づけている。中学生になると、母の許可を得てレッスンに通うのをやめたが、以後もギター譜をアレンジするなど趣味としてピアノを弾いた。八王子市立第四中学校の3年生の頃に同級生男子3人組が、当時人気だった「ガロ」のコピーバンドを始めると、キーボード担当として誘われ、文化祭などで演奏を披露した。また、この前後に女友だちが書いた「地平線」という詞に、曲をつけて自身初のオリジナル曲を作った。中学時代は、風紀委員を務めるなど模範的な生徒だった。八王子に引っ越してからは、教会の日曜学校には通っておらず、以後数年間は賛美歌や教会音楽に触れる機会もなかった。
松任谷由実や矢野顕子に憧れ、自作の曲を書き溜めていた。同時期にブラック・コンテンポラリーやソウルミュージックにも興味を持ち始めた。当時、父親が仕事でイランに赴いており、現地で人気の女性アーティストのカセットテープをよく買って来てくれていた。中近東独特のそれらの音楽を聴いていたことが、異国情緒をともなう音楽性を養うことにつながったという声もあるが、実際は関係がなく、代表曲「異邦人」についても音楽プロデューサーの萩田光男によってテレビCMに合うように異国情緒をともなうように改変されたものであり、異邦人の原曲となる「白い朝」は異国とは関係なく日常の風景をうたうものだった。

### デビューまで
共立女子第二高等学校を経て、1977年に共立女子短期大学文学科に入学。それまでは文章を書くのが苦手で、曲を作っても詞がかけないためなかなか歌う機会がなかったが、「言葉を紡ぐ人になりたい」との思いから短大では文芸部に入部した。在学中の1978年、「ミス・セブンティーンコンテスト」に応募する条件として、CBSソニー（現在のソニー・ミュージックレコーズ）に自分の歌を録音したカセットテープを送り、一次審査に合格する（同大会には松田聖子も参加していた）。本人は「ミス・セブンティーンコンテスト」は主にアイドル対象のオーディションとは知らず、人前で歌う勇気が無かったことから、レコード会社の人に聴いてもらえればという目的で応募したという。二次の水着審査は固辞したが、その代わりとして東京・六本木のCBSソニースタジオで弾き語りを披露することになり、そこでディレクターの金子文枝に出会う。
金子の指導の下、デビューを目指し、当時八王子市にあった実家から23区内の短大とCBSソニーに通う日々を送る。中央線に乗車中、曲や詞を考えることが多く、のちのデビュー曲「異邦人」は八王子付近や国立付近で作ったとコメントしている。
金子からは「自分としての曲や詞を見つけていこう」と言われており、自分には何が有るかと思い返したところ、父からもらったイランのアーティストの音楽テープを思い出し、また金子から「ポルトガルの演歌とも呼ばれるファドの世界が合うと思う」と勧められ、ファド歌手のアマリア・ロドリゲスの歌を聴くようになった。

### 久保田早紀としてデビュー
1979年に短大を卒業すると、その年のうちに三洋電機がタイアップに付いてデビューが決まる。
デビュー曲の候補には「白い朝」、「夢飛行」、「25時」の3曲があり、「白い朝」はゆったりとした感じの曲だった。三洋電機の意向により「白い朝」に決定した後、CM映像がアフガニスタンで撮影されたことや、当時流行していたエーゲ海・地中海などの異国情緒などが意識されて、萩田光男によって歌詞・曲ともに大幅なアレンジが施された。久米によると、歌詞の最初の「子供だち～つかもうとしている」や「旅人」「時間旅行」といった語は元から歌詞にあったが、「異邦人」という言葉を含めてほとんどはこの時の書き直しに際して歌詞に取り入れられたもので、久米自身は異邦人を曲タイトルにすることには反対で、『旅人』『エトランジェ』といった候補を提案したが通らなかったという。最終的に、音楽プロデューサー・酒井政利の判断で「異邦人」と改題され、「久保田早紀」のアーティスト名で、同年10月1日にレコードデビューした。なお、「異邦人」には「-シルクロードのテーマ-」というサブタイトルが付されているが、1980年代以降のいわゆる「シルクロードブーム」の火付け役となったNHKのドキュメンタリー番組『NHK特集 シルクロード』は1980年4月からの放送であり、当該楽曲との直接的な関係は何もない。
タイアップされたカラーテレビのCMが放送されるにつれ、そのオリエンタルで神秘的な曲調や歌声に注目が集まり、じわじわと売り上げを伸ばしてブレイクする。12月13日、『ザ・ベストテン』に5位で初登場した際にはその美貌にも注目が集まる。12月27日には1位を獲得、1980年1月17日まで3週間連続（正月休みを挟み実質4週）で1位の座に留まり、その後3月6日まで12週の長きにわたり連続ベストテン入りした。「異邦人」は、140万枚を超える大ヒットとなった。同年12月に発表した最初のアルバム『夢がたり』もヒットし、一躍話題のニューミュージック歌手となる。金子らの方針もあって、当時のテレビ出演時にはピアノ弾き語りのスタイルを通した。

### デビュー後
2作目のアルバム『天界』（1980年6月）では、引き続き得意のオリエンタル・エキゾチック路線を狙う。
3作目のアルバム『サウダーデ』（1980年11月）では、ファドへの憧憬から現地レコーディングを敢行し、前半の5曲（LP盤のA面）は、ファドミュージシャンたちの演奏をバックにしたポルトガル録音版となっている。
子供の頃に日曜学校に通うなど、キリスト教に親しむ環境はあったが、ポルトガルでのレコーディングから帰って来ると「もう一度教会に通ってみたい」と思うようになったという。
1981年の「オレンジ・エアメール・スペシャル」は、それまでとは曲調をがらりと変えた、夏らしいポップな曲で、「キリンオレンジ」のCMにも採用された。
同年、めじろ台のキリスト教会でプロテスタントのバプテスマ（浸礼での洗礼）を受ける。
その後はヨーロピアン調の曲なども手がけ、シンガーソングライターとしての活動を続けたが、「異邦人の久保田早紀」のイメージはぬぐえず、デビュー時のインパクトに勝る活動はできなかった。
「久保田早紀としてはもう十分に活動した」との思いもあり、音楽家の久米大作との結婚をきっかけとして、1984年11月26日、東京・九段会館でのフェアウェルコンサートを最後に芸能界を引退。商業音楽活動を中止する。

### 久米小百合として活動〜現在
その後ほぼ間を置かず、クリスチャンのミュージック・ミッショナリー（教会音楽家、音楽伝道者、音楽宣教師）として、本名の久米小百合（あるいは、ひらがなの「くめさゆり」名義）で音楽活動などを行うようになった。各地のキリスト教会などで教会音楽とアートを融合させたコンサートや、講演会、交流会を行うなど、活動を続けている。また、聖書に出てくる“油”にちなんでオリーブオイルの資格を取得し、以後聖書に書かれている食べ物についての講座も行っている。
デビュー曲の「異邦人」は、その後もたびたびCMソングに起用され、2003年には三洋電機のCMに再起用された。また、数多くのミュージシャンにカバーされるなど、長く歌い継がれる曲となっている。
1995年、日本テレビ「心のともしび」に出演。20年以上の時を経てメディアに姿を現すこととなった。
2007年、パワー・フォー・リビングのCMに出演。
2007年から2010年まで日本聖書協会の親善大使を務めており、2008年・2009年版の日本聖書協会カタログ（隔年間隔で刊行）の表紙や本文に、写真が掲載されている。
東日本大震災直後の2011年4月に東北応援団「LOVE EAST」を立ち上げ（後にNPO法人となった）、2024年現在は地震の被害に遭った能登などの支援活動に携わっている。
2013年8月31日、NHK BSプレミアムで『うたものがたり』が放送（22:00 - 22:59）。ヒット曲の裏側を検証する番組で、フィンガー5の「個人授業」と「異邦人」の2曲が取り上げられ、アーカイブ映像のほか、2013年当時の本人や関係者へのインタビュー・取材映像等も放映された。
2013年春に他界した母は病床で讃美歌を歌いながら息を引き取った。
その後も、時折ではあるが、テレビやラジオ番組のゲスト出演、インターネット番組への出演などがある。
2020年6月7日に東京都品川区のきゅりあん大ホールで行われる「ミュージック・モア otonanoコンサート」では、36年ぶりに「久保田早紀」名義で出演することが明らかにされたが、新型コロナウィルスの影響から2021年1月27日に延期、その後再延期となり同年8月28日に開催された。
長い不妊治療を経て、39歳で長男を出産した。

## ディスコグラフィ

### シングル
| #               | 発売日          | タイトル                         | c/w                      | 販売元          | 規格            | 規格品番            |
| 久保田早紀 名義 | 久保田早紀 名義 | 久保田早紀 名義                  | 久保田早紀 名義          | 久保田早紀 名義 | 久保田早紀 名義 | 久保田早紀 名義     |
| --------------- | --------------- | -------------------------------- | ------------------------ | --------------- | --------------- | ------------------- |
| 1st             | 1979年10月1日   | 異邦人 -シルクロードのテーマ-    | 夢飛行                   | CBSソニー       | EP              | 06SH 636            |
| 2nd             | 1980年4月21日   | 25時                             | みせかけだけの優しさ     | CBSソニー       | EP              | 06SH 745            |
| 3rd             | 1980年9月1日    | 九月の色                         | 真夜中の散歩             | CBSソニー       | EP              | 07SH 839            |
| 4th             | 1981年4月21日   | オレンジ・エアメール・スペシャル | 長い夜                   | CBSソニー       | EP              | 07SH 971            |
| 5th             | 1981年8月26日   | レンズ・アイ                     | 日本の子供達             | CBSソニー       | EP              | 07SH 1033           |
| 6th             | 1982年5月21日   | ねがい                           | 地球はコンサート・ホール | CBSソニー       | EP              | 07SH 1161           |
| 7th             | 1983年2月1日    | 愛の時代                         | ルシアン                 | CBSソニー       | EP              | 07SH 1256           |
| 8th             | 1984年3月23日   | お友達                           | エルドラド               | CBSソニー       | EP              | 07SH 1473           |
| 9th             | 1984年10月1日   | ピアニッシモで…                  | 夜の底は柔らかな幻       | CBSソニー       | EP              | 07SH 1560           |
| 久米小百合 名義 |                 |                                  |                          |                 |                 |                     |
| 10th            | 1988年5月25日   | 百万本のバラ                     | 風激しく〜賛美歌126番〜  | ファンハウス    | EP 8cmCD        | 07FA-5019 10FD-5019 |

### オリジナルアルバム
| #               | 発売日          | タイトル                          | 販売元           | 規格            | 規格品番        |
| 久保田早紀 名義 | 久保田早紀 名義 | 久保田早紀 名義                   | 久保田早紀 名義  | 久保田早紀 名義 | 久保田早紀 名義 |
| --------------- | --------------- | --------------------------------- | ---------------- | --------------- | --------------- |
| 1st             | 1979年12月8日   | 夢がたり                          | CBSソニー        | LP              | 25AH 919        |
| 2nd             | 1980年6月21日   | 天界                              | CBSソニー        | LP              | 27AH 1011       |
| 3rd             | 1980年11月21日  | サウダーデ                        | CBSソニー        | LP              | 27KH 920        |
| 4th             | 1981年5月21日   | エアメール・スペシャル            | CBSソニー        | LP              | 28KH 991        |
| 5th             | 1982年7月21日   | 見知らぬ人でなく                  | CBSソニー        | LP              | 28AH 1452       |
| 6th             | 1983年4月21日   | ネフェルティティ                  | CBSソニー        | LP              | 28KH 1298       |
| 7th             | 1984年10月1日   | 夜の底は柔らかな幻                | CBSソニー        | LP              | 28KH 1558       |
| 久米小百合 名義 |                 |                                   |                  |                 |                 |
| 8th             | 1987年11月10日  | テヒリーム33                      | ミクタムレコード | LP              | MCD-10021       |
| 9th             | 1996年2月25日   | はじめの日                        | MMP              | CD              | TDCT-1125       |
| 9th             | 2000年11月22日  | はじめの日                        | ミディ           | CD              | MDCL-1401       |
| 10th            | 2009年6月24日   | 天使のパン くめさゆり・さんびか集 | ミディ           | CD              | MDCL-1495       |

### ベストアルバム
| #               | 発売日          | タイトル                              | 販売元                   | 規格            | 規格品番        |
| 久保田早紀 名義 | 久保田早紀 名義 | 久保田早紀 名義                       | 久保田早紀 名義          | 久保田早紀 名義 | 久保田早紀 名義 |
| --------------- | --------------- | ------------------------------------- | ------------------------ | --------------- | --------------- |
| 1st             | 1981年11月1日   | ベスト                                | CBSソニー                | LP              | 28AH-1341       |
| 1st             | 1981年11月1日   | ベスト                                | CBSソニー                | CT              | 28KH-1051       |
| 2nd             | 1982年11月1日   | THE BEST 久保田早紀                   | CBSソニー                | LP              | 25AH 1479       |
| 2nd             | 1982年11月1日   | THE BEST 久保田早紀                   | CBSソニー                | CT              | 25KH-1236       |
| 3rd             | 1983年11月1日   | BEST SELECTION／久保田早紀            | CBSソニー                | CT              | 28KH-1390       |
| 4th             | 1984年11月21日  | 久保田早紀 BEST SELECTION             | CBSソニー                | CT              | 28KH-1616       |
| 5th             | 1985年4月1日    | 久保田早紀 ベスト・コレクション       | CBSソニー                | CD              | 30DH-216        |
| 6th             | 1986年4月21日   | 久保田早紀 BEST COLLECTION            | CBSソニー                | CD              | 30DH-417        |
| 7th             | 1992年11月21日  | 久保田早紀 ベスト・オブ・ベスト       | Sony Records             | CD              | SRCL-2537       |
| 8th             | 1995年9月1日    | 久保田早紀 ベスト・コレクション       | Sony Records             | CD              | 30DH-417        |
| 9th             | 1997年11月21日  | GOLDEN J-POP/THE BEST 久保田早紀      | Sony Music Entertainment | CD              | SRCL-4132       |
| 10th            | 2001年10月11日  | DREAM PRICE 1000 久保田早紀 異邦人    | Sony Music House         | CD              | MHCL-8          |
| 11th            | 2002年11月20日  | GOLDEN☆BEST 久保田早紀                | Sony Music House         | CD              | MHCL-189〜190   |
| 12th            | 2005年6月29日   | CD&DVD THE BEST 久保田早紀 シングルズ | Sony Music Direct        | CD＆DVD         | MHCL-583        |
| 13th            | 2006年10月18日  | 999 Best 久保田早紀                   | Sony Music Direct        | CD              | MHCL-899        |
| 14th            | 2009年8月19日   | GOLDEN☆BEST 久保田早紀 シングルズ     | Sony Music Direct        | CD              | MHCL-1572       |
| 14th            | 2009年8月19日   | GOLDEN☆BEST 久保田早紀 シングルズ     | Sony Music Direct        | Blu-spec CD     | MHCL-20049      |
| 15th            | 2025年6月4日    | 久保田早紀 エッセンシャル             | Sony Music Labels        | LP              | MHJL-424        |

### ライブアルバム
| #               | 発売日          | タイトル                    | 販売元            | 規格            | 規格品番        |
| 久保田早紀 名義 | 久保田早紀 名義 | 久保田早紀 名義             | 久保田早紀 名義   | 久保田早紀 名義 | 久保田早紀 名義 |
| --------------- | --------------- | --------------------------- | ----------------- | --------------- | --------------- |
| 1st             | 2010年12月20日  | FAREWELL CONCERT 1984.11.26 | Sony Music Direct | CD              | DYCL-264～265   |

### 企画作品
| #               | 発売日          | タイトル                                                         | 販売元            | 規格                   | 規格品番        |
| 久保田早紀 名義 | 久保田早紀 名義 | 久保田早紀 名義                                                  | 久保田早紀 名義   | 久保田早紀 名義        | 久保田早紀 名義 |
| --------------- | --------------- | ---------------------------------------------------------------- | ----------------- | ---------------------- | --------------- |
| 1st             | 2020年1月31日   | 久保田早紀デビュー40周年アニヴァーサリーBOX 久保田早紀プレミアム | Sony Music Direct | Blu-spec CD2 ＋Blu-ray | DQCL-772        |

### 映像作品
| #               | 発売日          | タイトル                    | 販売元            | 規格            | 規格品番        |
| 久保田早紀 名義 | 久保田早紀 名義 | 久保田早紀 名義             | 久保田早紀 名義   | 久保田早紀 名義 | 久保田早紀 名義 |
| --------------- | --------------- | --------------------------- | ----------------- | --------------- | --------------- |
| 1st             | 1985年2月25日   | 久保田早紀 FAREWELL CONCERT | CBSソニー         | VHS             | 96ZM-3018       |
| 1st             | 1985年2月25日   | 久保田早紀 FAREWELL CONCERT | CBSソニー         | Beta            | 96QM-3018       |
| 1st             | 2006年3月30日   | 久保田早紀 FAREWELL CONCERT | Sony Music Direct | DVD             | DYBL-24         |

### 参加作品
| 発売日                               | タイトル                             | 販売元                               | 規格                                 | 規格品番                             |
| 久米小百合・本田路津子・Kishiko 名義 | 久米小百合・本田路津子・Kishiko 名義 | 久米小百合・本田路津子・Kishiko 名義 | 久米小百合・本田路津子・Kishiko 名義 | 久米小百合・本田路津子・Kishiko 名義 |
| ------------------------------------ | ------------------------------------ | ------------------------------------ | ------------------------------------ | ------------------------------------ |
| 2017年11月12日                       | 7carats+1                            | ライフ・クリエイション               | CD                                   | WLPLC-48840                          |

### タイアップ一覧
| 楽曲                             | タイアップ                           |
| -------------------------------- | ------------------------------------ |
| 異邦人 -シルクロードのテーマ-    | 三洋電機「くっきりタテ7」CMソング    |
| 異邦人 -シルクロードのテーマ-    | 三洋電機 太陽光発電 CMソング         |
| オレンジ・エアメール・スペシャル | キリン オレンジ CMソング             |
| ねがい                           | テレビ東京『自然ワンダフル』挿入歌   |
| 地球はコンサート・ホール         | テレビ東京『自然ワンダフル』テーマ曲 |

## 主な楽曲提供
- アグネス・チャン「Lady Of The Wind」（作曲）
- 伊藤かずえ「進化した伝説」、「別れの場面」（作曲）
- 岩渕まこと・由美子「サヨナラは言わない」（作詞）
- 久嶋美さち「世界はほほえみを待っている」（作曲）
- 早見優「ガラスの街角」、「ゴンドラ・ムーン」（作曲）、「Luna」、「AZIES」（作詞・作曲）
- 北原佐和子「0（ゼロ）ナンバー」、「Off-優しい雨-」（作詞・作曲）
- 木元ゆうこ「素敵なSHY BOY」（作曲）
- 沢口靖子「春よ来い」、「ざくろの夢」（作曲）
- 多岐川裕美「白夜の恋人達」、「悲しい手紙」（作曲）
- 三好礼子「レディー・オブ・ザ・ウインド」「愛は近くに／ノクターン（夜想曲）」「あなたへのもう一つの歌」（作詞）
- 森山良子「はる（Spring）」
- 山口博子「SHE」（作曲）
- ヨシオ・J・マキ「瞳の奥に」（作曲）

## 出演
- 真夜中ギンギラ大放送（ラジオ関西）
- MBSミュージックマガジン（1980年10月 - 1981年3月、MBSラジオ）

## 著書
全て「久米小百合」名義。
- 『テラの不思議な夜』森千恵子絵 NCM2Japan 1992年 ISBN 4-900667-03-X
- 『回想録-午後の頁から…』レムナント出版 1993年 ISBN 4-7952-2758-6

- 『ふたりの異邦人 久保田早紀＊久米小百合 自伝』いのちのことば社 2019年 ISBN 978-4-264-04008-8